# Бажовское движение

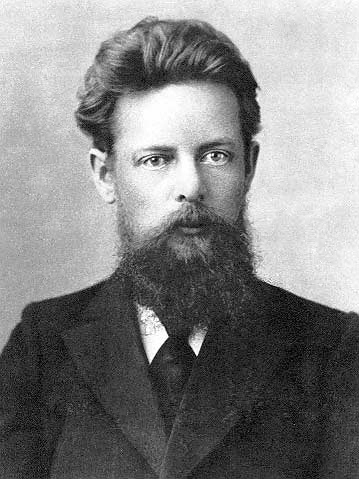
Павел Бажов

Бажовское движение (бажовство, бажовцы) — неоязыческое движение в России, представленное преимущественно в Уральском регионе (города Екатеринбург и Челябинск). Опирается на оккультную интерпретацию сказок Павла Бажова, которые трактуются как Евангелие от Урала. Появилось в результате отпочкования от школы рериховцев. Основатель Владимир Соболев. Организационно оформилось в 1992 в «Уральский духовно-этический центр „Бажовская Академия сокровенных знаний Урала“» (Челябинск). C 1993 активисты движения инициировали проведение Бажовского фестиваля народного творчества. К 2000 году деятельность движения пошла на спад, однако в 2004 году оно вновь активизировалось.
Мистическая роль отводится Уралу — стыку Европы и Азии. Духовным центром Урала назван Аркаим. Рериховская Шамбала получает имя Беловодья. Таинственной покровительницей Урала является Хозяйка Медной Горы. Великим открывателем Урала бажовцы считают Ермака, который не был просто человеком, но воплощением одного из Светлых Демиургов. История мира разворачивается в гностической борьбе Логоса и Люцифера (бывшего хозяина Земли), эпизодом которой является Великая Отечественная война. Полет американцев на Луну привел к заражению Земли астральными микробами. После близкого Страшного Суда особое место займёт Россия, у которой будут два центра — Аркаим и Дивеево.